# Chenopodium bonus-henricus
Chenopodium bonus-henricus là loài thực vật có hoa thuộc họ Dền. Loài này được L. mô tả khoa học đầu tiên năm 1753.

## Hình ảnh

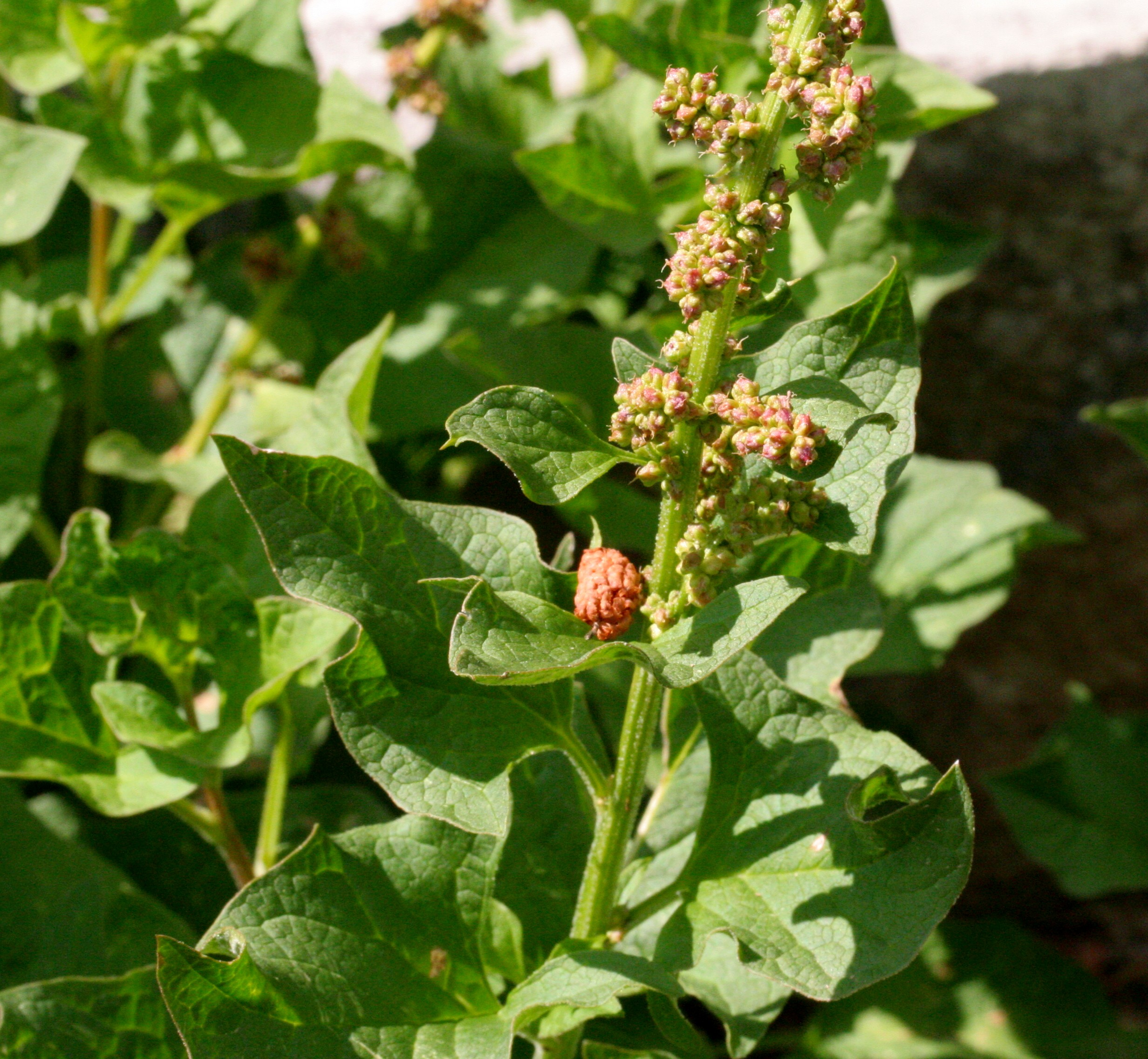
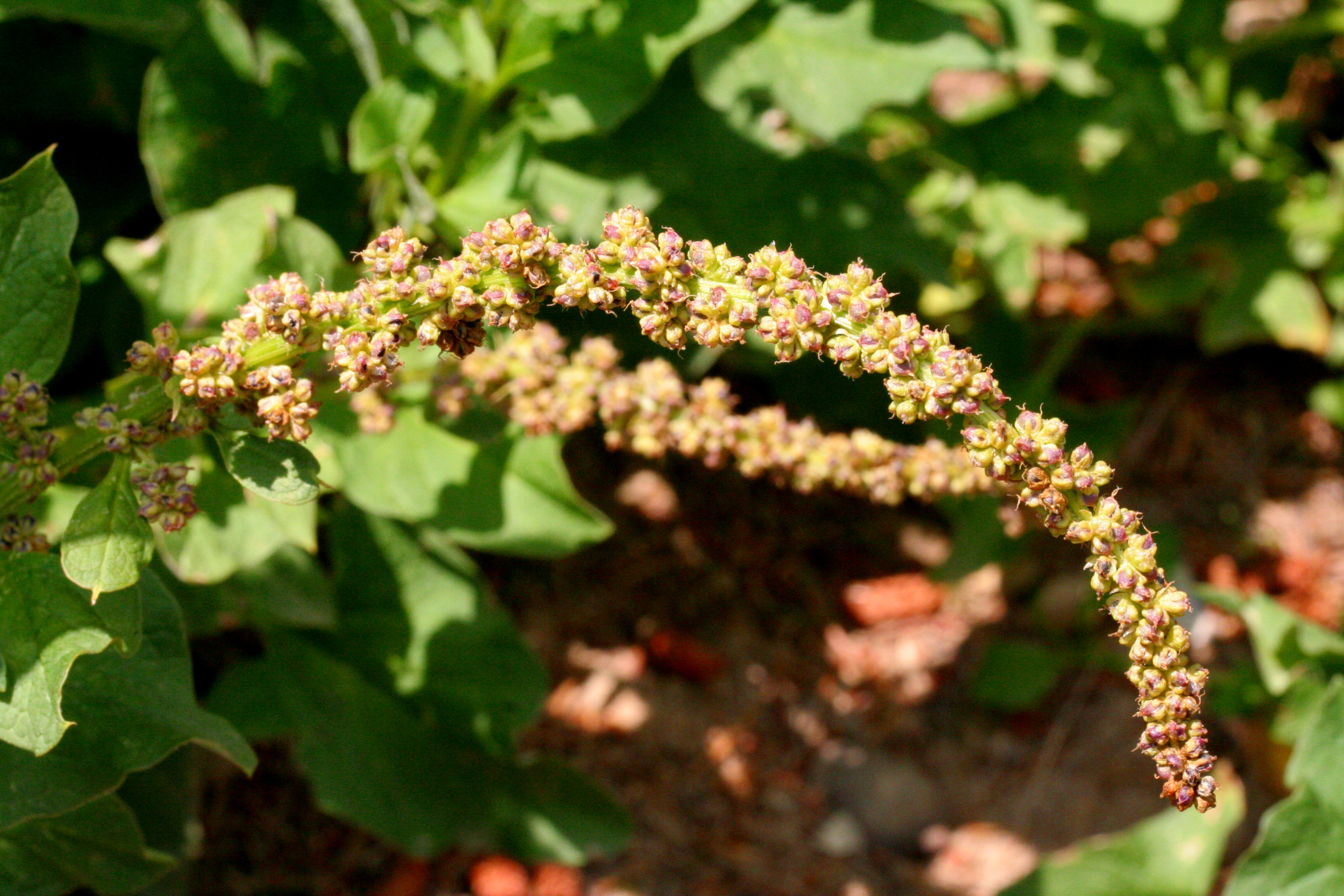
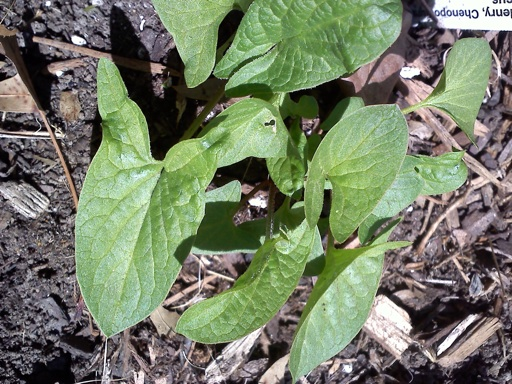
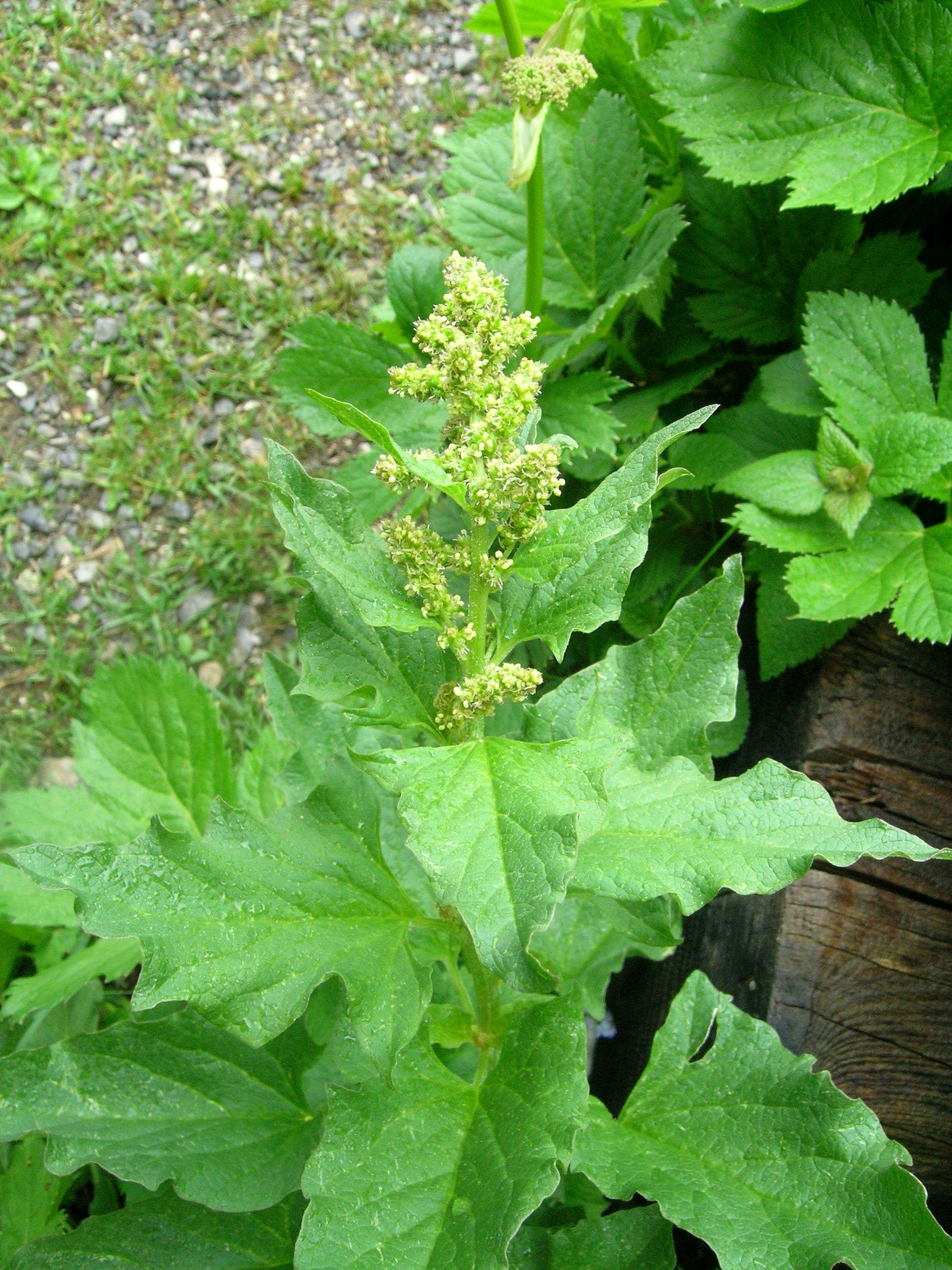
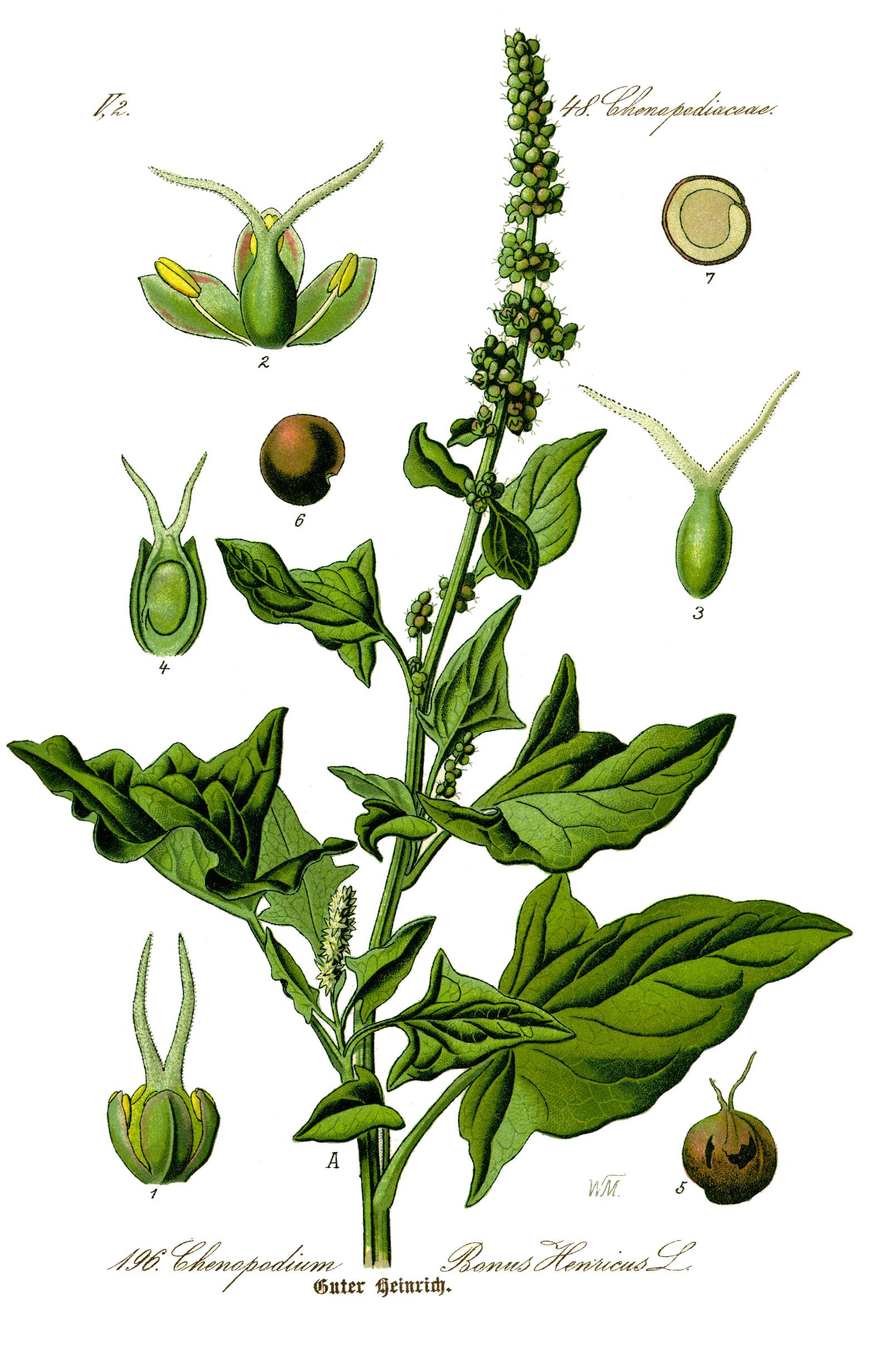